# Wahlkreis Sondershausen
Der Wahlkreis Sondershausen war ein Landtagswahlkreis zur Landtagswahl in Thüringen 1990, der ersten Landtagswahl nach der Wiedergründung des Landes Thüringen. Er hatte die Wahlkreisnummer 8.
Der Wahlkreis umfasste den kompletten damaligen  Landkreis Sondershausen mit folgenden Städten und Gemeinden: Abtsbessingen, Allmenhausen, Badra, Bellstedt, Bendeleben, Berka, Clingen, Ebeleben, Feldengel, Freienbessingen, Friedrichsrode, Greußen, Großberndten, Großbrüchter, Großenehrich, Großfurra, Gundersleben, Hachelbich, Hohenebra, Holzengel, Holzsußra, Holzthaleben, Immenrode, Keula, Kirchengel, Kleinberndten, Kleinbrüchter, Niederbösa, Niederspier, Topfstedt, Oberbösa, Oberspier, Otterstedt, Rockensußra, Rockstedt, Rohnstedt, Schernberg, Sondershausen, Straußberg, Thalebra, Thüringenhausen, Toba, Trebra, Wasserthaleben, Westerengel, Westgreußen, Wiedermuth, Wolferschwenda und Zaunröden.

## Ergebnisse
Die Landtagswahl 1990 fand am 14. Oktober 1990 statt und hatte folgendes Ergebnis für den Wahlkreis Sondershausen:
| Direktkandidat | Partei (Kürzel) | Erststimmen (%) | Zweitstimmen (%) |
| -------------- | --------------- | --------------- | ---------------- |
| Walter Möbus   | CDU             | 42,3            | 45,6             |
|                | Chr. L          | -               | 00,2             |
|                | DFD             | -               | 00,7             |
|                | REP             | -               | 00,8             |
|                | DBU             | -               | 00,3             |
|                | DSU             | 03,9            | 01,7             |
|                | F.D.P.          | 07,9            | 07,6             |
|                | LL-PDS          | 08,9            | 08,8             |
|                | NPD             | -               | 00,1             |
|                | NFGRDJ          | 04,4            | 04,4             |
|                | SPD             | 29,3            | 29,0             |
|                | UFV             | 01,5            | 00,7             |

Es waren 40.570 Personen wahlberechtigt. Die Wahlbeteiligung lag bei 71,8 %.  Als Direktkandidat wurde Walter Möbus (CDU) gewählt. Er erreichte 42,3 % aller gültigen Stimmen.